# American Tower
American Tower Corporation är ett amerikanskt multinationellt bolag som är marknadsledande på att äga-, bygga-, leverera-, underhålla- och utveckla trådlösa kommunikationsinfrastrukturer som till exempel antenner, radio- och TV-master och dess anläggningar i Nordamerika. De äger alternativt underhåller uppemot 56 000 antennanläggningar i elva länder på fem kontinenter.